# Lee Ho (cầu thủ bóng đá, sinh 1984)
Đây là một tên người Triều Tiên, họ là Lee.
Lee Ho (tiếng Hàn: 이호; sinh ngày 22 tháng 10 năm 1984) là một cầu thủ bóng đá người Hàn Quốc hiện tại thi đấu cho Muangthong United.

## Sự nghiệp
Anh ký hợp đồng với Zenit Saint Petersburg ngày 30 tháng 6 năm 2006, hai ngày sau khi Kim Dong-Jin, theo huấn luyện viên Dick Advocaat.

### Al Ain FC
Trước kỳ chuyển nhượng tháng 1 mở cửa, Al Ain đang tìm kiến cầu thủ nước ngoài châu Á để hoàn thành danh sách 4 cầu thủ cùng với Jorge Valdivia, Emerson và Jose Sand. Tin đồn bắt đầu lan truyền khiến Al Ain khó hoàn thành được việc ký hợp đồng với cầu thủ ngoại châu Á trong đó có Lee Ho.
Ngày 18 tháng 1, anh xuất hiện trong buổi họp báo với số áo 50 và chính thức thông báo là cầu thủ ngoại thứ tư của đội bóng với bản hợp đồng đến hết mùa giải cùng điều khoản có thể gia hạn thêm một năm.

## Quốc tế
Anh thi đấu trong tất cả ba trận của Hàn Quốc tại Giải vô địch bóng đá thế giới 2006 diễn ra ở Đức.

## Đời sống cá nhân
Năm 2009, Lee Ho kết hôn với Yang Eun-ji, thành viên của Baby Vox Re.V và là chị gái của diễn viên Yang Mi-ra. Lee Ho và Yang Eun-ji có 3 đứa con gái.

## Thống kê sự nghiệp câu lạc bộ
Cập nhật gần đây nhất: 26 tháng 4 năm 2017
| Thành tích câu lạc bộ                | Thành tích câu lạc bộ                | Thành tích câu lạc bộ                | Giải vô địch | Giải vô địch | Cúp             | Cúp             | Cúp Liên đoàn | Cúp Liên đoàn | Châu lục | Châu lục  | Tổng cộng | Tổng cộng |
| Mùa giải                             | Câu lạc bộ                           | Giải vô địch                         | Số trận      | Bàn thắng    | Số trận         | Bàn thắng       | Số trận       | Bàn thắng     | Số trận  | Bàn thắng | Số trận   | Bàn thắng |
| Hàn Quốc                             | Hàn Quốc                             | Hàn Quốc                             | Giải vô địch | Giải vô địch | Cúp KFA         | Cúp KFA         | Cúp Liên đoàn | Cúp Liên đoàn | Châu Á   | Châu Á    | Tổng cộng | Tổng cộng |
| ------------------------------------ | ------------------------------------ | ------------------------------------ | ------------ | ------------ | --------------- | --------------- | ------------- | ------------- | -------- | --------- | --------- | --------- |
| 2003                                 | Ulsan Hyundai Horang-i               | K League 1                           | 9            | 1            | 0               | 0               | -             | -             | -        | -         | 9         | 1         |
| 2004                                 | Ulsan Hyundai Horang-i               | K League 1                           | 19           | 1            | 4               | 0               | 10            | 0             | -        | -         | 33        | 1         |
| 2005                                 | Ulsan Hyundai Horang-i               | K League 1                           | 25           | 1            | 1               | 0               | 11            | 0             | -        | -         | 37        | 1         |
| 2006                                 | Ulsan Hyundai Horang-i               | K League 1                           | 7            | 1            | 1               | 0               | 0             | 0             | 0        | 0         | 8         | 1         |
| Russia                               | Russia                               | Russia                               | Giải vô địch | Giải vô địch | Russian Cup     | Russian Cup     | Cúp Liên đoàn | Cúp Liên đoàn | Châu Âu  | Châu Âu   | Tổng cộng | Tổng cộng |
| 2006                                 | Zenit Saint Petersburg               | Giải bóng đá ngoại hạng Nga          | 18           | 1            | 1               | 0               | -             | -             | -        | -         | 19        | 1         |
| 2007                                 | Zenit Saint Petersburg               | Giải bóng đá ngoại hạng Nga          | 0            | 0            | 4               | 0               | -             | -             | 4        | 0         | 8         | 0         |
| 2008                                 | Zenit Saint Petersburg               | Giải bóng đá ngoại hạng Nga          | 0            | 0            | 1               | 0               | -             | -             | 0        | 0         | 1         | 0         |
| Hàn Quốc                             | Hàn Quốc                             | Hàn Quốc                             | Giải vô địch | Giải vô địch | Cúp KFA         | Cúp KFA         | Cúp Liên đoàn | Cúp Liên đoàn | Châu Á   | Châu Á    | Tổng cộng | Tổng cộng |
| 2009                                 | Seongnam Ilhwa Chunma                | K League 1                           | 28           | 2            | 5               | 0               | 7             | 0             | -        | -         | 40        | 2         |
| Các Tiểu vương quốc Ả Rập Thống nhất | Các Tiểu vương quốc Ả Rập Thống nhất | Các Tiểu vương quốc Ả Rập Thống nhất | Giải vô địch | Giải vô địch | President's Cup | President's Cup | Cúp Liên đoàn | Cúp Liên đoàn | Châu Á   | Châu Á    | Tổng cộng | Tổng cộng |
| 2009–10                              | Al Ain FC                            | UAE Football League                  | 23           | 0            | 7               | 0               | 0             | 0             | 5        | 0         | 35        | 0         |
| Nhật Bản                             | Nhật Bản                             | Nhật Bản                             | Giải vô địch | Giải vô địch | Cup             | Cup             | Cúp Liên đoàn | Cúp Liên đoàn | Châu Á   | Châu Á    | Tổng cộng | Tổng cộng |
| 2010                                 | Omiya Ardija                         | J. League                            | 14           | 1            | 0               | 0               | 0             | 0             | -        | -         | 14        | 1         |
| Hàn Quốc                             | Hàn Quốc                             | Hàn Quốc                             | Giải vô địch | Giải vô địch | Cúp KFA         | Cúp KFA         | Cúp Liên đoàn | Cúp Liên đoàn | Châu Á   | Châu Á    | Tổng cộng | Tổng cộng |
| 2011                                 | Ulsan Hyundai                        | K League 1                           | 33           | 0            | 1               | 1               | 7             | 0             | -        | -         | 40        | 1         |
| 2012                                 | Ulsan Hyundai                        | K League 1                           | 30           | 0            | 2               | 0               | 0             | 0             | 10       | 0         | 42        | 0         |
| 2013                                 | Sangju Sangmu                        | K League 1                           | 32           | 0            | 1               | 0               | 0             | 0             | -        | -         | 33        | 0         |
| 2014                                 | Sangju Sangmu                        | K League 1                           | 17           | 2            | 0               | 0               | 0             | 0             | -        | -         | 17        | 2         |
| 2015                                 | Jeonbuk Hyundai                      | K League 1                           | 11           | 0            | 0               | 0               | 0             | 0             | 2        | 0         | 13        | 0         |
| 2016                                 | Jeonbuk Hyundai                      | K League 1                           | 11           | 0            | 1               | 0               | 0             | 0             | 1        | 0         | 12        | 0         |
| Thái Lan                             | Thái Lan                             | Thái Lan                             | Giải vô địch | Giải vô địch | Cup             | Cup             | Cúp Liên đoàn | Cúp Liên đoàn | Châu Á   | Châu Á    | Tổng cộng | Tổng cộng |
| 2017                                 | Muangthong United                    | Thai League                          | 8            | 0            | 0               | 0               | 0             | 0             | 5        | 0         | 13        | 0         |
| Tổng cộng                            | Hàn Quốc                             | Hàn Quốc                             | 222          | 8            | 16              | 1               | 35            | 0             | 13       | 0         | 284       | 9         |
| Tổng cộng                            | Russia                               | Russia                               | 18           | 1            | 6               | 0               | -             | -             | 4        | 0         | 28        | 1         |
| Tổng cộng                            | Các Tiểu vương quốc Ả Rập Thống nhất | Các Tiểu vương quốc Ả Rập Thống nhất | 23           | 0            | 7               | 0               | 0             | 0             | 5        | 0         | 35        | 0         |
| Tổng cộng                            | Nhật Bản                             | Nhật Bản                             | 14           | 1            | 0               | 0               | 0             | 0             | -        | -         | 14        | 1         |
| Tổng cộng                            | Thái Lan                             | Thái Lan                             | 8            | 0            | 0               | 0               | 0             | 0             | 5        | 0         | 13        | 0         |
| Tổng cộng sự nghiệp                  | Tổng cộng sự nghiệp                  | Tổng cộng sự nghiệp                  | 235          | 10           | 83              | 1               | 35            | 0             | 27       | 0         | 374       | 11        |

## Danh hiệu
Ulsan Hyundai
- K League 1 (1): 2005
- K League Cup (1): 2011
- Korean Super Cup (1): 2006
- Giải vô địch bóng đá các câu lạc bộ châu Á (1): 2012
- A3 Vô địch Cup (1): 2006

Jeonbuk Hyundai Motors
- Giải vô địch bóng đá các câu lạc bộ châu Á (1): 2016

Muangthong United
- Cúp Liên đoàn Bóng đá Thái Lan (1): 2017
- Giải bóng đá vô địch các câu lạc bộ sông Mê Kông (1): 2017